# Juglans nigra

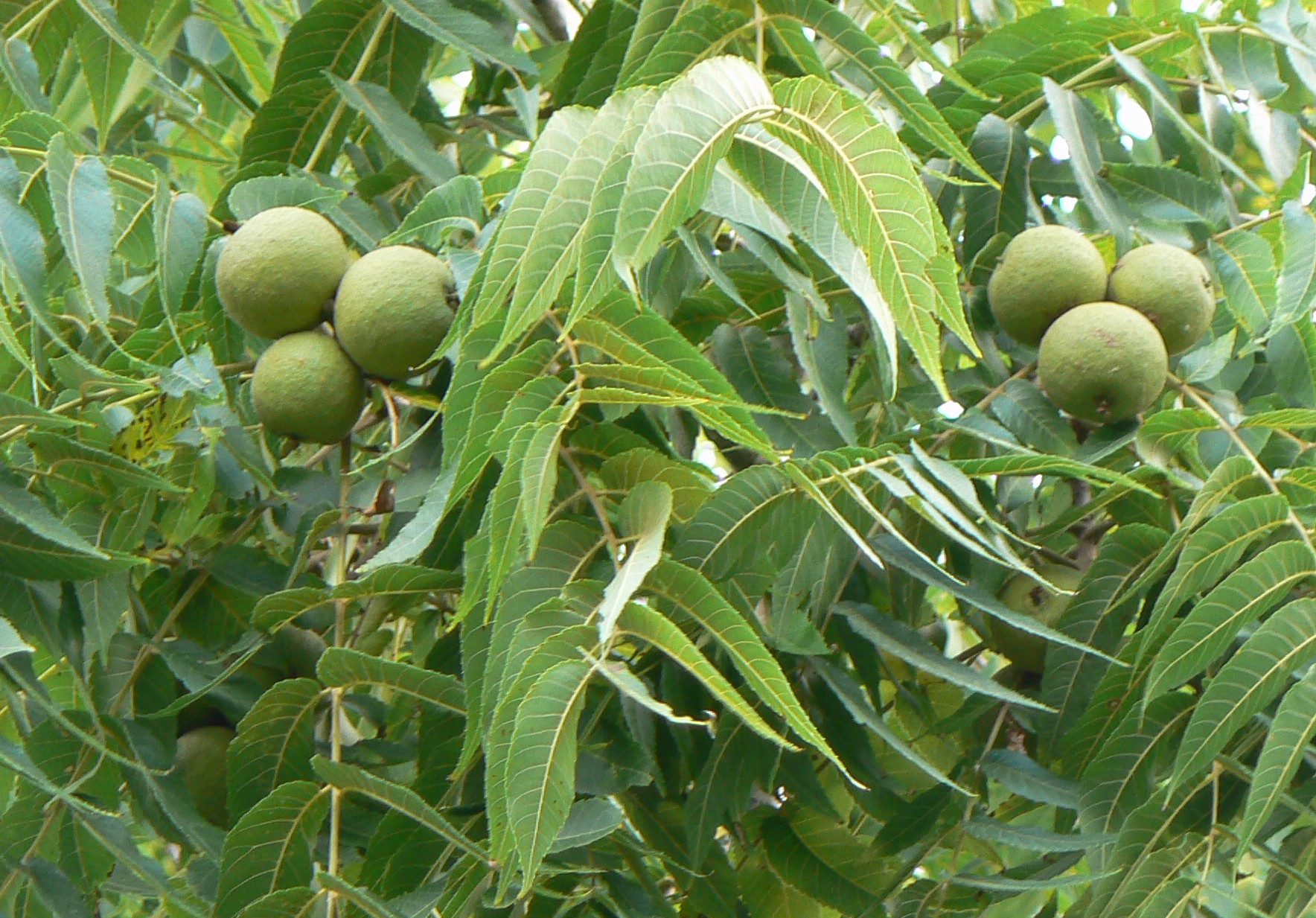

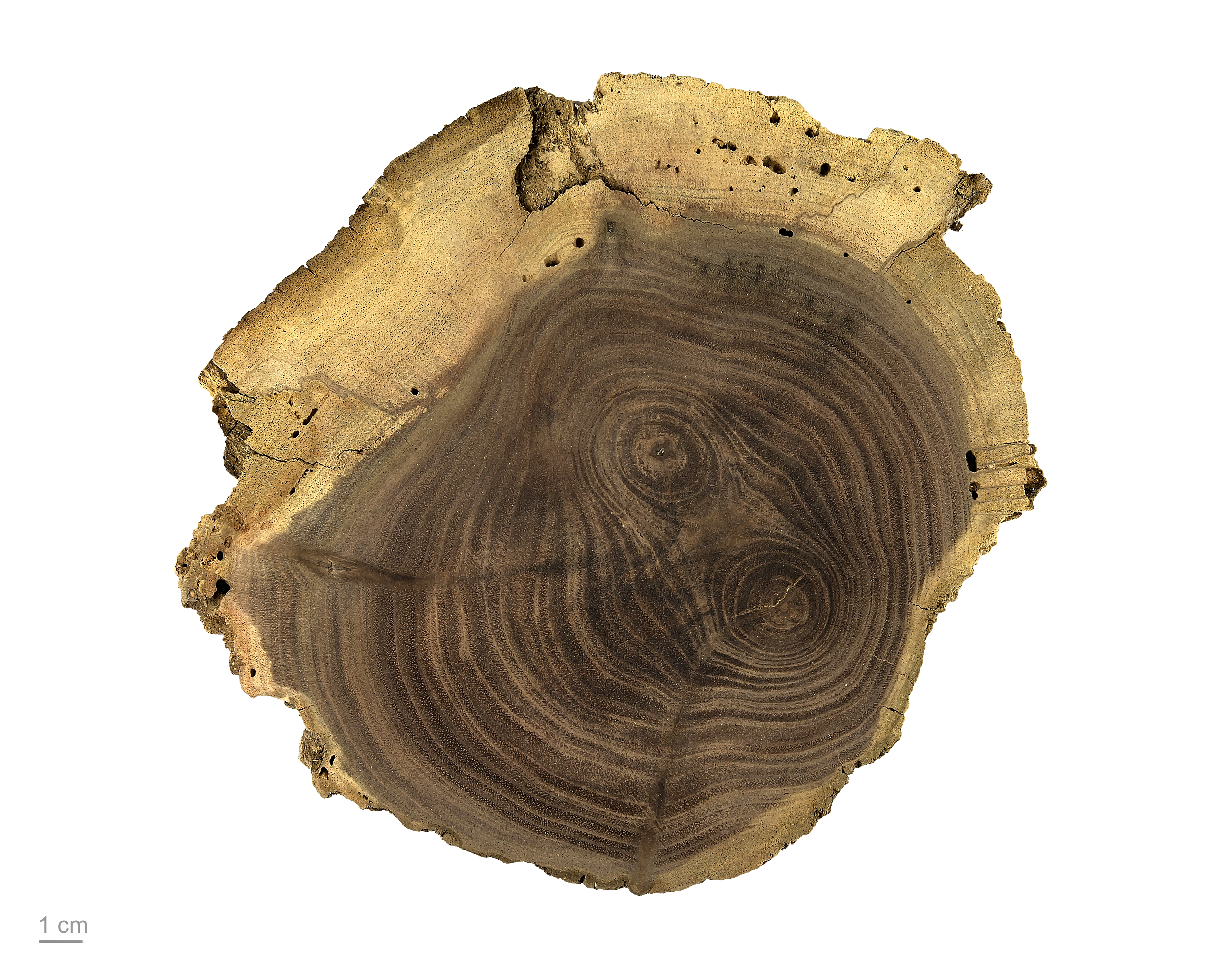
Juglans nigra - MHNT

Juglans nigra (em português: nogueira-preta ou nogueira-negra) é uma espécie de árvore do gênero Juglans existente nos Estados Unidos.